# Сан Лоренцо (Пистоја)
Сан Лоренцо је насеље у Италији у округу Пистоја, региону Тоскана.
Према процени из 2011. у насељу је живело 26 становника. Насеље се налази на надморској висини од 103 м.